# Nezávislé galerie a výstavní prostory v době normalizace (1970–1989)
Nezávislé galerie a výstavní prostory v době normalizace (1970–1989) sehrály významnou roli při udržení kontinuity výtvarné kultury v době, kdy normalizační režim na dvacet let uzavřel oficiální výstavní galerie pro velkou skupinu výtvarníků, které pro jejich občanské postoje k srpnové okupaci roku 1968 nebo pro povahu jejich výtvarného díla, hájícího osobní svobodu a nezávislost, považoval za své nepřátele. Zčásti se tak opakovala situace z přelomu 50. a 60. let, kdy ateliéry a alternativní výstavní prostory byly jedinými místy kde bylo možno vystavit nové umění. 

## Před rokem 1964 (výběr výstav)
Ve znárodněných výstavních síních si po roce 1948 výstavní monopol přivlastnil nově založený a komunisty kontrolovaný Ústřední svaz československých výtvarných umělců, který organizoval výstavy především k politickým výročím. Výtvarníky z okruhu surrealistů kolem Karla Teigeho (Istler, Medek, Tikal) a později i některé výtvarné teoretiky, spisovatele a filozofy (Vachtová, Kalivoda, Sviták, Škvorecký, ad.) sledovala v soukromí Státní bezpečnost. Neobvyklé výstavní prostory, ateliéry výtvarníků a výstavní síně organizací nepodléhající Svazu československých výtvarných umělců sehrály významnou úlohu při liberalizaci výtvarné scény a postupném uvolnění režimu mezi polovinou 50. a 60. let. Vystavovaly zde často stejné nezávislé osobnosti, které se staly pro režim znovu nepřijatelné po srpnové okupaci roku 1968.
- 1954 Modlitebna unitářů, Londýnská 30, Praha 2 (Malmuzherciáda, Koblasa, Dlouhý, Nepraš, Mertl)
- 1954 Výstavní síň Ars Melantrich, Praha 1 (Emil Filla: Obrazy)
- 1955 Výstavní síň Ars Melantrich, Praha 1 (Výstava jedenácti - Dydek, Fremund, Hájek, Piesen, Vysušil, ad.)
- 1956 Galerie Československý spisovatel, Praha 1 (Richard Fremund)
- 1956 Palác Dunaj, Praha 1 (Richard Fremund)
- 1957 Galerie Československý spisovatel, Praha 1 (Jan Kotík: Práce z let 1948-1956, Karel Černý)
- 1957 Střelecký ostrov (Šmidrové)
- 1958 Palác Dunaj, Praha 1 (Skupina Máj 57)
- 1958 foyer divadla S.K. Neumanna, Praha (Skupina Trasa 54)
- 1958 Galerie Československý spisovatel, Praha 1 (Václav Tikal: Obrazy a kresby 1941-1957)
- 1959 Divadlo Rokoko, Praha (Vojta Nolč: Kresby z let 1954-1958)
- 1960 Divadlo Rokoko (Karel Nepraš: Labyrint světa, kreslený humor)
- 1959-1962 vlastní ateliéry Jana Koblasy, Jiřího Valenty, Aleše Veselého (Konfrontace I a II), Bedřicha Dlouhého, Praha
- 1960 Filmový klub Praha (Theodor Pištěk)
- 1962 Kulturní středisko Sokolovská (Josef Hampl, 1962, 1963)
- 1963 Závodní jídelna Státního ústavu pro kontrolu léčiv (Josef Hampl)
- 1963 Divadlo Paravan (Karel Nepraš, Jan Koblasa)
- 1963 Jízdárna Teplického zámku (Jan Koblasa, Mikuláš Medek)
- 1964 Malá galerie Lapidária, PKOJF (Josef Hampl, Otakar Slavík)

## Situace umění za normalizace
Po invazi v srpnu 1968 byly postupně zrušeny dosavadní organizace umělců a založeny nové tvůrčí svazy pod vedením ideologické komise ÚV KSČ. Po stranických prověrkách byli někteří ředitelé v oblastních galeriích vyměněni za prověřené kádry a výstavní program se zcela přizpůsobil novým požadavkům na „umělecky
rozmanité, v principech však jednotné socialistické umění“, nebo "pravdivě konkrétní zobrazení skutečnosti v jejím revolučním vývoji". SČVU znovu zaregistroval pouze 8 % dosavadních členů, kteří deklarovali svou loajalitu režimu, a situace tak opět velmi připomínala období 50. let.
Z paměti měli být vymazáni výtvarníci, kteří odešli dobrovolně nebo byli přinuceni odejít do exilu, jako Jan Koblasa, Jiří Valenta, Čestmír Janošek, Antonín Málek, Zbyněk Sekal, Jiří Kolář, Otakar Slavík, ad.  Možnost vystavovat v galeriích kontrolovaných normalizačním Svazem českých výtvarných umělců a Svazem slovenských výtvarných umělců ztratili nejvýznamnější tvůrci poválečného umění jako Mikuláš Medek, Emila Medková, Karel Nepraš, Bedřich Dlouhý, Zbyšek Sion, Zdeněk Beran, Aleš Veselý, Karel Pauzer, Jan Švankmajer, Naděžda Plíšková, Olbram Zoubek, Eva Kmentová, Čestmír Kafka a mnoho dalších, na Slovensku např. Josef Jankovič, Rudolf Uher, ad. Řada z nich se v druhé polovině 60. let zúčastnila přehlídek moderního umění v prestižních zahraničních galeriích a mnozí získali ocenění nebo výtvarná stipendia. Zákaz vystavovat pro ně platil nejen v domácích galeriích, ale i v zahraničí. 
Výstavní projekty v západních zemích, udržující povědomí o tvorbě československých umělců, tak vznikaly pouze díky aktivitám Anne Baruch (20 Years of Czechoslovak Art: 1968-1988, Jacques Baruch Gallery, Chicago, 1988), Medy Mládkové (Expressiv: Mitteleuropäische Kunst seit 1960, Vídeň 1987, Washington D.C., 1988, Contemporary Art in Czechoslovakia: Selections from the Jan and Meda Mladek Collection, Ithaca, 1988), Thomase Messera nebo Petra Spielmanna (Das Prinzip Hoffnung. Aspekte der Utopie in der Kunst und Kultur des 20. Jahrhunderts, Museum Bochum, 1983-1984), kteří navázali kontakty s výtvarníky během 60. let a nakoupili jejich díla do sbírek. Roku 1977 proběhlo v Benátkách Bienále kultury disentu Východní Evropy, které zorganizovali Jiří Pelikán, Antonín J. Liehm a ředitel Bienále Carlo Ripa di Meana. StB vykonala mimořádný nátlak na některé výtvarníky, aby výstavě zabránila, a proto byla nakonec vystavena pouze díla ze soukromých sbírek západních sběratelů (Boudník, Balcar, John, Kolář, Šerých, ad.).
Generace absolventů Akademie výtvarných umění, která ukončila studia v polovině 70. let, se proti Svazu vymezila roku 1976 na výstavě Umění mladých a poté už nedostala možnost vystavovat v oficiálních galeriích kontrolovaných normalizačním SČVU a byla nucena hledat jiné prostory (týká s zejména Volného seskupení 12/15, Pozdě ale přece a solitérů jako byl Jiří Sozanský).
V Praze byl dohled režimu nejintenzivnější a proto byla pro výtvarníky významná výstavní aktivita i v regionech Praze vzdálených, kde na sebe vzali riziko odpovědnosti obětaví jednotlivci, kteří dokázali výstavy obhájit na místním odboru kultury a před stranickými orgány. Mnohdy šlo o výstavy na Slovensku, které bylo nedílnou součástí Československé republiky (např. Galéria F, Banská Bystrica). Ojedinělé výstavy nepovolených umělců v kamenné galerii měly obvykle negativní důsledky pro jejich pořadatele (Generace 70. let, Galerie umění Karlovy Vary, 1981, Jubilejní výstava v Galerii hlavního města Prahy, 1983, přerušena do odstranění děl Boštíka, Grygara, Kmentové, Kolíbala, Malicha, Šimotové, Veselého, Jaroslava Pešicová, Olbram Zoubek v Galerii Rychnov nad Kněžnou - odvolání ředitelky). Výjimkou byla Galerie hlavního města Prahy, kde se v 80. letech podařilo realizovat výstavy Pavla Nešlehy, 1983, Olgy Čechové, Vlasty Prachatické, Ivana Ouhela, 1985, Josefa Jíry, Jiřího Sopka, 1986, Vladimíra Nováka, Grotesknost v českém výtvarném umění 20. století, 1987, Jana Hendrycha, Jiřího Balcara, 1988, ad.  Alternativní výstavní prostory však sehrály nezastupitelnou úlohu a uměnímilovná obec byla často ochotná cestovat za výstavami i do vzdálených končin. S pádem komunistického režimu tyto galerie většinou ztratily důvod existence a zanikly.

## Akce a výstavy 1970-1989

#### Byty a ateliéry
Jindřich Chalupecký zprvu organizoval schůzky s výtvarníky v restauracích U Pantáty, Demínka, Savarin a Obecní dům nebo vinárně Makarská, ale vyvolával tím zájem Státní bezpečnosti a schůzky se proto přesunuly do ateliérů  Huga Demartiniho, Čestmíra Kafky, Theodora Pištěka, manželů Janouškových, Olbrama Zoubka, Petra Pavlíka ad. V ateliéru Jana Švankmajera probíhaly od roku 1974 pracovní výstavy Surrealistické skupiny. Historička umění Marie Mžyková pořádala od roku 1976 výstavy v ateliéru svého muže Josefa Mžyka (mj. Jiří John, 1977, Adriena Šimotová, 1978). Roku 1980 proběhla výstava v domě Čestmíra Sušky a Nadi Rawové (Malechov '80). Dvě výstavy proběhly v bytě P. Blunhoffera (Olaf Hanel, 1978, Eugen Brikcius, 1979). Jednodenní kolektivní výstava se uskutečnila ve venkovském mlýně Bedřicha Dlouhého v Netvořicích roku 1981. Na soukromém pozemku a v přilehlých staveních v Kostelci nad Černými lesy realizovali roku 1985 malíř Vladimír Novák se sochařem Jiřím Beránkem výstavu Prostor.  

#### Konceptuální umění a landart
Ve stejném období proběhla i řada individuálních akcí umělců, zabývajících se konceptuálním a akčním uměním, bodyartem nebo landartem (Jan Steklík: Letiště pro mraky, Lemberk, 1970, Zorka Ságlová: Kladení plín u Sudoměře, 1970, Rudolf Němec: Pronikání, Sluneční hodiny, 1971, Ladislav Novák: Čarování, 1972, Olaf Hanel: Parní varhany, 1973, Jan Mlčoch: Zavěšení - velký spánek, 1974, Josef Hampl: Akce Šipka, 1976, Ivan Kafka: cyklus landartových objektů, 1979-1986, akce Stromovka, 1982, Jiří Sozanský: Most 1981-1982, Jiří Sozanský: Dům č. 50, 1987, Jiří Hůla: Voda a objekt, 1987, Zorka Ságlová: Vítr a objekt, 1988)

#### Jazzová sekce
Příznačné bylo propojení výstavních aktivit s řadou menších divadel, kde přežíval kulturní disent po celou dobu normalizace. Významnou úlohu v organizaci kulturního života sehrála Jazzová sekce (1971-1986) a někteří její členové. Jazzová sekce distribuovala časopis Flash Art (1980-1983), organizovala přednášky, vydávala sérii příloh Jazz Bulletinu a později samostatnou edici katalogů Situace (Karel Srp ml.), připravovala publikaci "Šedá cihla 78/1985" (uvedení JS jako vydavatele se podařilo odstranit těsně před vydáním) a projekt "Minisalon" Josky Skalníka. Její krátká vlastní výstavní činnost (Galerie ve sklepě) bezprostředně předcházela vzniku Galerie Opatov, založené členem Jazzové sekce Jaroslavem Krbůškem. V letech 1987-1989 se uskutečnily výstavy některých výtvarníků v rámci festivalu Rockfest (Aleš Lamr, Milan Knížák, Kurt Gebauer, Vladimír Kokolia) nebo performance Tomáše Rullera.

### Výstavní prostory
Seznam vystavujících výtvarníků byl ve výčtu výstav redukován na jména již zveřejněná ve Wikipedii a bude doplňován.

#### Praha
- Galerie Nova, Voršilská 3, kurátor Jindřich Chalupecký (1970, Konfrontace I a II)
- Galerie na Karlově náměstí (Stanislav Zippe, Jenny Hladíková, 1969, Zbyšek Sion, Ladislav Novák, 1970)
- Činoherní klub 1978-1981, kurátorka Anna Fárová, 27 výstav (Josef Hampl, 1971, Michael Rittstein, 1979, Libor Fára, 1980, Jindřich Štreit, 1981)
- Mikrobiologický ústav, Fyziologický ústav, Ústav molekulární genetiky ČSAV, společná ústavní chodba (kurátorka E. Hallerová: Konfrontace, 1978), (kurátor J. Nosek: Jiří Sozanský, grafika, 1988)
- Ústav makromolekulární chemie (Galerie Makráč) na Petřinách (od r. 1971), kurátorka Eva Knížáková. Vystavovala zde řada zakázaných umělců - Ladislav Novák, Jan Ságl, Jiří Seifert, 1979, Adriena Šimotová, 1980, Alena Kučerová, 1981, 1985, Jiří Mrázek, Olbram Zoubek, Vladimír Janoušek, Čestmír Kafka, 1982, Stanislav Judl (1982, 1986),Pravoslav Kotík, Daisy Mrázková, Zdenek Hůla, 1983, Viktor Pivovarov, Václav Boštík, 1984, Karel Nepraš, Jan Steklík, Aleš Veselý, Bedřich Dlouhý, Ivan Kafka, Václav Stratil, 1985, Adéla Matasová, Věra Janoušková, 1986, Karel Malich, Olga Čechová, 1987, Marie Blabolilová, Olga Karlíková, 1988, Lubomír Přibyl, Zorka Ságlová, Miloš Ševčík, 1989 a další.[24]
- Výstavní síň Fotochema, Jungmannovo nám. 18, kurátorka Anna Fárová (Emila Medková, 1985, kol. výstava V čase, 1986, Jindřich Štreit, 1989)
- Obvodní kulturní dům v Praze 9 Gong (Obrazy a sochy, 1983), kurátorka Alena Potůčková[25], (Jasan Zoubek: Kresby, 1984)
- Divadlo v Nerudovce, Nerudova 23, Praha 1. Ředitelka Jarmila Šerá, kurátor Roman Prahl. Divadelní sál sloužil zároveň jako výstavní prostor a v letech 1975-1979 zde s dvoutýdenní periodou proběhly desítky výstav (I. Bukovský, J. Trnka, 1975, Hájek, Brázda, Bukovský, 1976, Adam Hoffmeister, 1977, Eva Kmentová, B. Komínek, A. Lamr, D. Mrázková, P. Pavlík, S. Zippe, 1978, Jiří Beránek, Magdalena Jetelová, V.K. Novák, M. Rittstein, 1979)[26][27] Činnost výstavní síně byla ukončena kvůli jejímu podílu na organizaci výstavy Malostranské dvorky roku 1980.[28]
- Divadlo E. F. Buriana (Michael Rittstein, Václav Bláha, Vladimír Novák, 1972, Marie Blabolilová, 1975)
- Atrium na Žižkově (od roku 1984:. Jiří Seifert, 1984, Hugo Demartini, Pavel Nešleha, Olbram Zoubek, 1986, Stanislav Judl, 1987, Hana Purkrábková, Karel Pauzer, Věra Janoušková, Zdeněk Sýkora, Radek Kratina, 1988)[29]
- Ústřední kulturní dům železničářů, Praha (1975-1983) kurátor Jiří Kohoutek, (1983-1991), kurátorka Marcela Pánková.[30] Přehled výstav vyšel jako součást publikace zakázané umění.[31]
- Galerie Opatov (1984-1992), kurátor Jaroslav Krbůšek, celkem 111 výstav[32][33]
- Lidový dům ve Vysočanech, Freyova 291/8, Praha 9 (1987-1989), kurátor Jiří Halík. Kolektivní výstavy: 30 výtvarníků v Lidovém domě, 1987, Hugo Demartini: Objekty, Jiří Sozanský: Obrazy, 1988, Jeden starší - jeden mladší. Obrazy, sochy, realizace, 1988, 14: Obrazy - grafika, 1989, Dialog Praha Los Angeles / Dialogue Prague Los Angeles, srpen 1989, kurátorky B. Benish, Z. Gabalová, Zaostalí, 1990)[34]
- Pražská jatka v Holešovicích, kurátor Josef Hlaváček: Forum '88 (reprezentativní výstava 36 nejvýznamnějších zakázaných výtvarníků)
- Hájenka v oboře Hvězda, kurátorka Marie Klimešová: výstavy Kresba, grafika, 1981 (mladší autoři, absolventi ze 70. let), Kresba socha grafika, 1982 (Kučerová, Veselý, Pauzer, Bednářová, Beran, Nešleha, Sion, Načeradský, Sendlerová, Kulhánek, K. Gebauer, Sopko, Kašpar, Svobodová, Zemánek, Lamr)[35][36]
- Pražský filmový klub (Jan Švankmajer - Přírodopisný kabinet, 1983)
- Galerie Institutu průmyslového designu, Jeruzalémská 8, (Ivan Kafka: Objekt, fotografie, serigrafie, 1979)
- Juniorklub Na Chmelnici, Koněvova 219, byl v 80. letech rockovým klubem i jedním z důležitých malých divadel, kde vystupovaly soubory HaDivadlo, Ctibor Turba, Min Tanaka nebo Divadlo Husa na provázku. To zde roku 1988 uvedlo hru Rozrazil 1/88 (O demokracii), včetně textu Zítra to spustíme zakázaného dramatika Václava Havla.[37] Výstavy organizoval Joska Skalník (výběr): Joska Skalník: Sny, situace, hry, 1985, Tomáš Ruller: S kůží na trh, 1985, Ivan Kafka: Nabírání, sbírání, 1985, Aleš Lamr: Akrylové papíry, 1986, Josef Hampl: Linořezy a perforáže (1982 - 85), 1987, Bred and Puppet theater v Československu, 1987, Bratři Hůlové: Transformace, 1988)[38]
- Malá galerie Československého spisovatele (od r. 1960), (Aleš Lamr, Václav Špale, 1985, V. Novák, 1989)
- Galerie Fronta, Spálená 53, (Adéla Matasová, Libor Fára, Milan Ressel, 1972, Jaroslava Pešicová, 1975, Vladimír Novák: Obrazy, kresby, Jiří Kašpar: Plastiky, 1977, Petra Oriešková: Obrazy, Jindra Viková: Keramika, 1979, 1983, Josef Jíra: Grafika, 1981, Libor Fára, 1982, Jiří Beránek, Václav Bláha, Vladimír Novák, Ivan Ouhel, Petr Pavlík: Obrazy, sochy, kresby, Eva Bednářová, 1982, Dana Vachtová, Josef Vyleťal, 1984, František Štorek: Plastiky, Jaroslava Pešicová: Obrazy, 1985, Karel Pauzer: Plastiky, kresby, Jan Holoubek: Grafiky, záznamy, 1988)
- Galerie mladých (Josef Mžyk, 1975, Michael Rittstein, 1976, Jan Kavan; Stanislava Kavanová, 1977)
- Minigalerie (DIA-FILM PRAHA) na pražské Národní třídě (1972 Vladimír Kabelík, 1972 Tomáš Fassati)
- Vojanovy sady - Sochařské setkání 1972 (Palcr, Seifert, Pacík, Štorek), Sochařské setkání 1973 (Beránek, Jetelová, Jilemnický, Kašpar, Zemánek), Sochařské setkání 1974 (Jetelová, Kavanová), Sochařské setkání (generace 1941-1951), 1986 (K. Gebauer, Jilemnický, Kašpar, Zemánek), Skleněná plastika, 1987, Barevná plastika, 1988 (K. Gebauer, Lamr, Nepraš, Plieštik, Sopko, Sozanský, Veselý, Zemánek, Zoubek), Keramická plastika, 7-8/1989 (Lamr, Pauzer, Purkrábková, Róna, Švankmajer, Švankmajerová, Zemánek)
- Španělská synagoga (Aleš Veselý, 35 kreseb, 1970, Josef Hampl: Nálezy / Findings, 1972)
- Výstavní síň U Zlatého melounu, Michalská 1 (Aleš Veselý: Barevné kresby - Skicy - Plastické objekty, 1984, Čestmír Suška, 1987, Milan Knížák, 1988)
- Výstavní síň divadla Semafor
- Galerie českého svazu ovocnářů a zahrádkářů (Aleš Lamr, Jan Steklík, 1973, Aleš Lamr, 1975, Ilja Sainer, 1975, Lubomír Odvárka, 1976, Jan Šafránek, 1976)
- Klub školství a kultury ROH, Na Příkopě 10 (Jaroslav Róna, 1987)
- Malá galerie Melantrich
- A studio Rubín (Jan Merta, 1977, Elžbieta Grosseová, 1979)
- Galerie Platýz (Pešicová, Štorek, 1980, Jetelová, Gebauer, Roučka, 1980, Dvořák, Blabolilová, 1981, Paur, 1982, Jíra, 1983, Kiml, 1986, Šmaha, 1989)

#### Jízdárna v Kolodějích
- Volné seskupení 12/15 Pozdě, ale přece, 23. 4. 1988[39]

#### Lom Přední Kopanina
- Sochařská symposia v opukovém lomu v Přední Kopanině organizoval v letech 1982-1989 Jiří Kačer [40]

#### Keltské oppidum Závist
- Ivan Žák: Plastiky, 1981 (kurátorka Marcela Pánková)

#### Kostelec nad Černými lesy
- Galerie H měla v letech 1985-1990 rozsáhlý výstavní program komponovaný tematicky. Vystavovala zde řada zakázaných autorů[41]

#### Malá pevnost Terezín
- Jiří Sozanský, 1976, Terezín '80 (Bukovský, Beran, Sozanský, Dolejšek, Kulhánek, Janečka), 1980

#### Klášter Doksany
- Olga Karlíková: Obrazy - kresby, 1983 (kurátor Ludvík Hlaváček)

#### Mutějovice
- Symposium na chmelnici v Mutějovicích (1983), kurátorka Marie Klimešová[42]

#### Městské kulturní středisko Dobříš
- kolektivní výstavy Člověk, Prostor člověka I. a II., 1980 (kurátorka Marie Klimešová), Jiří Sopko: Obrazy, Karel Nepraš: Sochy, 1981, (kurátorka Marie Klimešová), Stanislav Podhrázský: Obrazy - kresby, 1982, (kurátorky Marie Klimešová, V. Koubová), Výstava patnácti výtvarnic (Černá, Janoušková, Jetelová, Kučerová, Oriešková, Purkrábková, ad.), 1982, (kurátorka Květa Černá), Most 81-82 (fotodokumentace výsledků pracovních pobytů Jiřího Sozanského, Jiřího Nováka a Jiřího Borla v Mostě)[43]

#### Kladno
- Dům kultury SONP Kladno (Práce posluchačů Akademie výtvarných umění, 1973)
- Galerie 55, kurátor František Tomík, v letech 1982-1988 se zde uskutečnilo 39 výstav, převážně zakázaných autorů.[44]
- Malá galerie České spořitelny, od r. 1977, kurátor Jiří Hanke (Jitka Válová: Pastely, 1985, Olbram Zoubek: Reliéfní tisky, 1985, Jan Svoboda: Fotografie, 1986, Květa Válová: Pastely, 1986, Zdeněk Tmej: Ročník 21, 1989)[45]

#### Mělník
- Galerie Ve věži, kurátor Vladimír Veselý (O. Čechová, 1972, Olga Karlíková, 1975, František Štorek: Sochy, Jaroslava Pešicová: Grafika, Jana Kremanová, 1976, Rudolf Němec, 9 žen, Vojtěch Adamec, 1981, Adéla Matasová, 1982)[46]

#### Sokolov
- Hornický dům kultury ROH (Výstavní síň HDK), kurátorka Alena Potůčková: Načeradský, Němec, Sopko, Lamr, 1981

#### Letohrádek Ostrov (Městská galerie Ostrov nad Ohří)
- Adéla Matasová, 1971 (kurátor Jan Kříž), Adriena Šimotová: Grafika, 1983 (kurátorky Zdena Čepeláková, Hana Jana Hlaváčková), Vladimír Boudník: Kresby, grafika, 1984, Stanislav Kolíbal: Kresby, 1985 (kurátorka Hana Rousová), Olbram Zoubek: Výběr z díla 1958 - 1986, (kurátor Jiří Šetlík), Adéla Matasová: Reliéfy, 1988 (kurátorka Marcela Pánková), Vladimír Preclík: Sochařské dílo, 1988 (kurátor Igor Zhoř)[47]

#### Kulturní dům Klášterec nad Ohří
- Michael Rittstein: Obrazy, 1978, Václav Zoubek, 1985

#### Sdružený závodní klub ROH Benar, Litvínov
- Eva Kmentová: Kresby a plastiky (Docela malé divadlo - Salon Mina), 1987,  kurátor Jozef M Kudlička: Bratři Hůlové, Jiří Valoch, Ladislav Novák, 1988, Karel Nepraš: Kresby, grafiky a plastiky, 1989

#### Plzeň
- Galerie Luna (10 malířů, 1980, Karel Valter, 1981)

#### Rokycany
- Výstavní síň MKS (Možnosti dotyku, 1984)

#### Kolín
- Malá galerie, Na Hradbách 152 (zal. 1988, majitel. Miloš Kim Houdek)
- Galerie U Odvárků (Olaf Hanel, kresby, 1976)
- Regionální muzeum v Kolíně (Jiří Balcar, 1987, Opět 5, 1989, kurátor Pavel Ondračka)

#### Liberec
- Malá výstavní síň OKS (Jan Reich, 1977, Michael Rittstein, 1979, Václav Benda, 1982)

#### Dům kultury ROH, Malá scéna, České Budějovice
- Jiří Sozanský, grafika, 1979

#### Tábor
- Výstavní síň divadla DKV (Josef Hampl: Plastiky, 1972)
- Bechyňská brána (Bedřich Dlouhý: Kresby a obrazy, Hugo Demartini: Plastiky, Zdeněk Ziegler: Plakáty, 1979, Táborské setkání, 1981, Zdeněk Prokop, 1986, 1987)

#### Orlická galerie, Zámek Rychnov nad Kněžnou
- kolektivní výstava Kresby, 1980 (Beran, Dlouhý, Kmentová, Malich, Načeradský, Němec, Novák, Ouhel, Pauzer, Pavlík, Podhrázský, Rittstein, Sozanský, Vožniak), Jiří Harcuba, Jaroslava Pešicová, Olbram Zoubek, 1981

#### Okresní vlastivědné středisko Havlíčkův Brod
- Vladimír Boudník: Grafika 1959 - 1968, 1970 (kurátor Antonín Hartmann), Naděžda Plíšková: Grafika, sochy, kresby, 1970 (kurátor Ivan Martin Jirous), Karel Černý: Výbor z malířské tvorby let 1934 - 1958, 1971

#### Brno
- Galerie Na bidýlku (1986-1989) v podkrovním prostoru Václavská 14/16 byla soukromou iniciativou sběratele Karla Tutsche (1941 - 2008), Uspořádala desítky výstav (Načeradský, V. Novák, 1986, Lamr, Sopko, K. Gebauer, 1987, R. Fila, J. Hampl, 1988, Kvíčala, Lamr, 1989)
- Galerie mladých Městského kulturního střediska S.K. Neumanna, zal. 1968, kurátor Igor Zhoř (výběr: Aleš Lamr: Obrazy, Kresby, Sochy, 1976, Ivan Kafka: Objekt, fotografie, serigrafie, 1981, Václav Stratil: Kresby, 1984, Margita Titlová Ylovsky, 1987, Richard Konvička: Malba a kresba, 1987, Tomáš Ruller: Prezentace, 1987)
- Kabinet fotografie Jaromíra Funka (výběr: Emila Medková, 1979, Bohdan Holomíček, 1983, Jan Kubíček, 1985, Jiří Kolář: Práce z počátku šedesátých let ze sbírky Ladislava Nováka, 1989)
- Kabinet grafiky, Dům pánů z Kunštátu (Jaroslav Vožniak, 1971, Jiří Balcar, Josef Jankovič, Naděžda Plíšková, 1973, Eva Bednářová, 1975, 1980, Kateřina Černá, 1977, Alena Kučerová, 1982, Daisy Mrázková, Eva Kmentová, 1983, Adriena Šimotová, 1986)
- Dům umění města Brna, prozatímní ředitelka Gerta Pospíšilová (Karel Nepraš, Jan Steklík, 1972, kurátor Jiří Valoch)
- Klub školství a vědy Bedřicha Václavka, Leninova 34 (Pavel Rudolf, 1969, Naděžda Plíšková, 1977, Adriena Šimotová, 1978, Pavel Nešleha, 1980)
- Minigalerie Výzkumného ústavu veterinárního lékařství, Hudcova 70 (Jozef Jankovič, 1974, Jiří Balcar, Alena Kučerová, Jaroslav Anděl, Otakar Slavík, Běla Kolářová, 1975, Jan Steklík, 1977, Ladislav Novák, 1978, Čestmír Kafka, Pavel Rudolf, 1979, Miloš Urbásek, 1981)
- Malá galerie Stavoprojektu, Leninova 79, arch. Viktor Rudiš, kurátor Ladislav Brožek (Ivan Chatrný, Dalibor Chatrný: Grafika, kresby, 1983, Zdeněk Palcr: Sochy - fotografie Jana Svobody, Miloslav Chlupáč: Obrazy, sochy, 1985, Čestmír Kafka: Bílé obrazy, 1986, Vladimír Janoušek: Sochy a reliefy, 1986 (zakázáno)
- Malá galerie závodního klubu Antonína Trýba lékařské fakulty UJEP, kurátor Jan Šmarda (Bohdan Kopecký, Vilém Reichmann, 1985, Olbram Zoubek)
- Agitační středisko, Kořenského (Pavel Rudolf, 1978, Výtvarné umění ve fotografii, 1978)
- Galerie Drogerie Zlevněné zboží (1986-1989), kurátor Petr Oslzlý (Aleš Lamr, 1986, Jan Steklík, Joska Skalník, Jaroslav Kořán, 1987, Zorka Ságlová, 1988, Tomáš Ruller, 1989)
- ateliér arch. Josefa Chloupka

#### Blansko
- Závodní klub ROH Metra Blansko, kurátor Pavel Holouš (Aleš Lamr, 1977, Jan Steklík, V. Vokolek)
- HiFi Klub (D. Tóth)
- Okresní muzeum Blansko - Zámek (Dalibor Chatrný, Robert Hliněnský, Vilém Reichmann)
- Galerie v předsálí KD Blansko, kurátorka Ivana Mašatová (D. Chatrný, M. Koreček, T. Kuščynskyj, I. Chatrný, 1982, Josef Jankovič, 1984, Květa Pacovská, Jiří Valoch, 1985, Miloš Urbásek, B. Matal, M. Štolfa, 1986, Milan Knížák, 1987 (zakázáno), Jan Steklík, Ivan Pinkava, 1989)

#### Boskovice
- Skleník zámku Boskovice, kurátor Pavel Ondračka (F. K. Foltýn, 1986, M. Rittstein, 1988)

#### Dačice
- Státní zámek, kurátor Pavel Ondračka (T. Švéda, 1986)

#### Olomouc
- Galerie pod podloubím, Denisova 5 (1968-1991), Stanislav Judl, 1985, Hana Hamplová, 1988, Alena Kučerová: Grafika, 1988
- Divadlo hudby (Galerie Titanic), Denisova 47, od r. 1968, kurátor Pavel Herynek (Eva Švankmajerová: Obrazy, 1971, Eduard Ovčáček, 1972, Fotografie Jindřicha Štreita, 1974, Jiří Načeradský: Kresby a akvarely, 1975, Josef Jíra: Obrazy a grafika, 1976, Kresby Františka Ronovského, 1977, Jiří John: Grafika, 1977, Grafika Adrieny Šimotové, 1978, Zdena Fibichová: Keramika a kresby, 1980, Fantaskní tvorba Anny Zemánkové, 1980, Josef Mžyk: Kresby, 1981, Milan Grygar: Grafika, 1982, Květa Pacovská: Grafika, 1983, Petr Šmaha: Kresby (a grafika), 1984, Václav Boštík: Kresby, 1986, Romana Rotterová: Grafika, 1987, Eva Kmentová: Kresby, 1987, Karel Malich: Kresby, 1989)

#### Psychiatrická léčebna v Kroměříži
- výstavy od roku 1974 (Pavel Zatloukal, Konfrontace 77, samizdat)

#### Sovinec
- galerii založil a vedl Jindřich Štreit.[48] V letech 1981-1989 zde vystavovali mj. Alena Kučerová, 1981 Vladimír Kopecký, 1981. Emila Medková, 1984, H. Hamplová a J. Hampl, Adriena Šimotová, Čestmír Kafka, Olga Karlíková, 1987, E. Medková a M. Medek, Jiří Sozanský, Josef Jankovič, Olbram Zoubek, Aleš Lamr, Bohuslav Reynek, 1988, Václav Boštík, Jiří John, 1989)[49]

#### Zámek Valašské Meziříčí
- výstava 10 x 5 kreseb (Nepraš, Beran, Sopko, Sion, Šimotová..), kurátor Jan Kříž

#### Opava
- Památník Petra Bezruče (Jiří Kolář, 1970, Kurt Gebauer, 1972, Eva Kmentová, 1973, Pocta Jindřichu Chalupeckému, 1993)

#### Ostrava
- Divadlo hudby, 28. října čp. 23 (působilo jen krátce pod hlavičkou Klubu přátel výtvarného umění (Milan Weber). Po zákazu aktivity přeneseny do Domu kultury v Orlové, výstava Jiří John, grafika, 1974)
- Podzimní ostravské setkání 1974, opuštěný dům (kurátor Ivo Janoušek)

#### Dům kultury Orlová
- 1968-1989, kurátor Ivo Janoušek (Eva Bednářová, Olga Čechová, Daisy Mrázková, Květa Pacovská: Grafika, ilustrace, 1978, Rudolf Sikora, Rudolf Fila, 1980, Václav Boštík, 1981, Vladimír Janoušek, Kurt Gebauer, Vladimír Novák: Plastiky, obrazy, kresby, 1982, Květa Pacovská, 1983, Anežka a Miroslav Kovalovi: Obrazy, kresby, fotografie, 1985)

#### Český Těšín
- Těšínské divadlo - výstavy ve foyer divadla od roku 1981 (Adriena Šimotová, Aleš Lamr, 1981, Věra Janoušková, 1982, Robert Hliněnský, Čestmír Kafka, 1984, Marie Blabolilová, Alena Kučerová, 1985, Josef Hampl, Jitka Svobodová, 1986)
- Galerie Na půdě, kurátorka Bohuslava Olešová (Ladislav Szpyrc: Kresby a koláže, 1981, Jan Steklík: Kresby, 1982, Pavel Holouš: Topografie, 1983, Kurt Gebauer: Plastiky, 1990)

#### Muzeum Krnov
- Robert Hliněnský: Obrazy, akvarely (1968 - 1970), Milan Ressel, 1970, Vladimír Komárek, 1972, Miroslava Zychová: Obrazy, grafika, 1975, Josef Mžyk: Grafika, 1977, Olbram Zoubek: Komorní plastiky, 1980, Alena Kučerová: Grafika, Vladimír Kopecký: Skleněné objekty, 1981/1982

#### Jánské Koupele, Staré Těchanovice (Zotavovna ROH Mír)
- Marie Blabolilová: Grafika, Pavel Rudolf, 1981, Michael Rittstein: Kresby a grafika, 1982

#### Frýdek Místek
- Okresní vlastivědné muzeum (Olbram Zoubek: Sochy, Hrad Hukvaldy, 1982, Antonín Kroča, Zdena Fibichová, 1987, Eva Kmentová: Životní dílo, 1989)
- Zámek (Jiří Balcar, 1975, Zdena Fibichová, 1987, Václav Kiml, 1988)

#### Vlastivědné muzeum v Šumperku
- Ivan Bednář, 1978, Jiří Beránek: Plastiky, Jiří John: Grafika, 1979,

#### Uherský Brod
- Muzeum Jana Amose Komenského (Eva Švankmajerová, 1977)

#### Veselí nad Moravou
- Závodní klub ROH n.p. Železáren ve Veselí nad Moravou (Karel Nepraš, Jiří Sopko, 1989)